# Blonay – Saint-Légier
Blonay – Saint-Légier – miejscowość i gmina (commune) w zachodniej Szwajcarii, w kantonie Vaud, w okręgu (district) Riviera-Pays-d’Enhaut. Powstała 1 stycznia 2022 z połączenia gminy Blonay z gminą Saint-Légier-La Chiésaz.

## Demografia
W Blonay – Saint-Légier mieszka 12 117 osób. W 2021 roku 23,2% populacji gminy stanowiły osoby urodzone poza Szwajcarią.

## Transport
Przez teren gminy przebiegają autostrady A9 i A12. 